# Логанвил (Џорџија)
Логанвил (Џорџија) (енгл. Loganville) град је у америчкој савезној држави Џорџија. По попису становништва из 2010. у њему је живело 10.458 становника.

## Демографија
Према попису становништва из 2010. у граду је живело 10.458 становника, што је 5.023 (92,4%) становника више него 2000. године.
| Група             | 2000.         | 2010.         |
| Белци             | 4.866 (89,5%) | 6.969 (66,6%) |
| Афроамериканци    | 246 (4,5%)    | 2.316 (22,1%) |
| Азијати           | 51 (0,9%)     | 243 (2,3%)    |
| Хиспаноамериканци | 186 (3,4%)    | 712 (6,8%)    |
| Укупно            | 5.435         | 10.458        |